# Mistrovství Evropy v zápasu řecko-římském 1986
Mistrovství Evropy v zápase řecko-římském 1986 se uskutečnilo 18. dubna v řeckém Pireu. O medaile se utkali muži v deseti váhových kategoriích. Nejúspěšnější reprezentací byl Sovětský svaz s pěti zlatými medailemi, jednou stříbrnou medailí a jednou bronzovou medailí.

## Muži
| Kategorie | Zlato               | Stříbro           | Bronz              |
| --------- | ------------------- | ----------------- | ------------------ |
| 48 kg     | Ivan Samtajev       | Bratan Cenov      | Vincenzo Maenza    |
| 52 kg     | Sergei Djudjajew    | Mihai Cişmaş      | Jon Rønningen      |
| 57 kg     | Timersjan Kalimulin | Babis Cholidis    | Keijo Pehkonen     |
| 62 kg     | Arpad Sipos         | Benni Ljungbeck   | Hugo Dietsche      |
| 68 kg     | Levon Džulfalakjan  | Rumen Tenev       | Stanisław Barej    |
| 74 kg     | Michail Mamijašvili | Roger Tallroth    | Jouko Salomäki     |
| 82 kg     | Tibor Komáromi      | Bogdan Daras      | Teimuras Apchasava |
| 90 kg     | Atanas Komšev       | Franz Pitschmann  | Ilie Matei         |
| 100 kg    | Jožef Tertei        | Thomas Horschel   | Istvan Illes       |
| +100 kg   | Nikola Dinev        | Nikolai Makarenko | Tomas Johansson    |

## Medailové pořadí
|    | Země          | Zlato | Stříbro | Bronz |
| -- | ------------- | ----- | ------- | ----- |
| 1  | Sovětský svaz | 5     | 1       | 1     |
| 2  | Bulharsko     | 2     | 2       | 0     |
| 3  | Maďarsko      | 2     | 0       | 1     |
| 4  | Jugoslávie    | 1     | 0       | 0     |
| 5  | Švédsko       | 0     | 2       | 1     |
| 6  | Polsko        | 0     | 1       | 1     |
|    | Rumunsko      | 0     | 1       | 1     |
| 8  | NDR           | 0     | 1       | 0     |
|    | Řecko         | 0     | 1       | 0     |
|    | Rakousko      | 0     | 1       | 0     |
| 11 | Finsko        | 0     | 0       | 2     |
| 12 | Norsko        | 0     | 0       | 1     |
|    | Itálie        | 0     | 0       | 1     |
|    | Švýcarsko     | 0     | 0       | 1     |